# Кипар на Европском првенству у атлетици у дворани 2013.
Кипар је учествовао на 32. Европском првенству у дворани 2013 одржаном у Гетеборгу, Шведска, од 28. фебруара до 3. марта. Ови је било 19. учешће Кипра на европским првенствима у дворани од 1980. кад је први пут учествовао. Репрезентацију Кипра представљало је четворо спортиста који су се такмичили у четири дисциплине.
На овом првенству представници Кипра нису освојили ниједну медаљу али је изједначен један национални рекорд.

## Учесници
| Мушкарци: - Милан Трајковић — 60 м препоне - Никандрос Стилијану — Скок мотком | Жене: - Рамона Папајаону — 60 м - Нина Сербезова — Троскок |  |

## Резултати

### Мушкарци
| Атлетичар           | Дисциплина   | Лични рекорд | Квалификације | Квалификације | Полуфинале           | Полуфинале           | Финале               | Финале       | Детаљи |
| Атлетичар           | Дисциплина   | Лични рекорд | Резултат      | Место         | Резултат             | Место                | Резултат             | Место        | Детаљи |
| ------------------- | ------------ | ------------ | ------------- | ------------- | -------------------- | -------------------- | -------------------- | ------------ | ------ |
| Милан Трајковић     | 60 м препоне | 7,84 НР      | 7,95          | 8. у гр. 2    | Није се квалификовао | Није се квалификовао | Није се квалификовао | 25 / 27      |        |
| Никандрос Стилијану | Скок мотком  | 5,40 НР      | 5,40 =НР      | 10. у гр. А   |                      |                      | Није се квалификовао | 20 / 23 (25) |        |

### Жене
| Атлетичарка      | Дисциплина | Лични рекорд | Квалификације | Квалификације | Полуфинале            | Полуфинале            | Финале                | Финале                | Детаљи |
| Атлетичарка      | Дисциплина | Лични рекорд | Резултат      | Место         | Резултат              | Место                 | Резултат              | Место                 | Детаљи |
| ---------------- | ---------- | ------------ | ------------- | ------------- | --------------------- | --------------------- | --------------------- | --------------------- | ------ |
| Рамона Папајаону | 60 м       | 7,42         | 7,48          | 7. у гр. 2    | Није се квалификовала | Није се квалификовала | Није се квалификовала | 21 / 23 (24)          |        |
| Нина Сербезова   | Троскок    | 13,93        | Без пласмана  | Без пласмана  |                       |                       | Није се квалификовала | Није се квалификовала |        |